# Supergirl
Supergirl és el nom de diferents superhoines de còmic de l'Univers DC. Als còmics han aparegut diverses versions de Supergirl, però l'encarnació més coneguda és Kara Zor-El, la cosina de Superman, creada per Otto Binder i Al Plastino com a part de la mitologia de Superman. Va fer les seves primeres aparicions a la portada de la revista Action Comics núm. 252 amb data de portada el maig de 1959 i a la tercera història inclosa en aquest número, titulada "The Supergirl from Krypton!".

## Precursors
- Superwoman: el primer còmic que presenta una contrapartida femenina de Superman és "Lois Lane– Superwoman", una història publicada a Action Comics nº 60 (data de portada maig de 1943), en què una Lois hospitalitzada somia que obté superpoders gràcies a una transfusió de sang de l'Home d'Acer. Comença la seva pròpia carrera com a Superwoman, amb un vestit de imitació del seu. Històries similars amb Lois Lane adquirint aquests poders i adoptant el nom de "Superwoman" van aparèixer periòdicament més tard. Una d'aquestes històries és a Action Comics nº 156 (maig de 1951), en què Lois obté aquests poders per accident mitjançant una invenció de l'enemic de Superman, Lex Luthor. A la història, Lois porta una perruca rossa curta en la seva identitat de lluita contra el crim, donant-li un aspecte gairebé idèntic a la versió posterior de Supergirl després que el nom real d'aquesta s'especifiqui com a Kara Zor-El.
- Supergirl: A Superboy nº 5 (data de portada novembre–desembre de 1949) en una història titulada "Superboy Meets Supergirl", Superboy coneix la reina Lucy de la nació fictícia llatinoamericana de Borgonia. És una esportista i erudita estel·lar. Cansada dels seus deures i amb ganes de gaudir d'una vida normal, la reina Lucy viatja a Smallville, on coneix a Superboy i aviat es guanya el seu cor. Superboy fa un espectacle amb ella on fa servir els seus poders per fer-la semblar sobrehumana; durant aquest concurs, es diu Supergirl. Com a Supergirl, la reina Lucy porta un vestit marró amb una capa marró i el símbol "S" de Superboy. Superboy més tard la salva d'un ministre intrigant. Ella torna al seu tron, deixant a Superboy preguntar-se si mai pensa en ell.
- Super-Sister: A la història de Superboy nº 78 titulada "Claire Kent, Alias Super-Sister", Superboy salva una dona extraterrestre anomenada Shar-La d'un accident que havia posat en perill la vida. Després de ridiculitzar-la per la seva conducció, Shar-La converteix a Superboy en una noia. A Smallville, Clark Kent (l'alter ego de Superboy) afirma ser Claire Kent, una parent de fora de la ciutat que s'allotja amb els Kent. Quan es disfressa, interpreta a la germana de Superboy, la Super-Sister, i afirma que els dos han intercanviat llocs. Com a noia ridiculitzada i menyspreada pels homes, vol demostrar que és tan bona com sempre. Al final, es revela que la transformació és només una il·lusió creada per Shar-La. Superboy aprèn a no ridiculitzar les dones.
- Super-Girl: a Superman #123 (data de portada agost de 1958), Jimmy Olsen utilitza un tòtem màgic per desitjar que una "Super-Girl" existeixi com a companya i ajudant de Superman; tanmateix, els dos sovint s'interposen l'un amb l'altre fins que ella és ferida mortalment protegint a Superman d'un meteor de kryptonita que un criminal ha llançat cap a ell. Davant la seva insistència, Jimmy desitja que la noia moribunda desaparegui. DC va utilitzar aquesta història per mesurar la resposta del públic al concepte d'una contrapartida femenina completament nova de Superman. Al número original, té els cabells rossos i el seu vestit és blau i vermell com el de Superman; de fet, s'assembla molt a l'uniforme que l'actriu Helen Slater portaria més tard a la pel·lícula de 1984. Les primeres reimpressions d'aquesta història la mostren amb els cabells vermells i un vestit taronja i verd per evitar que els lectors la confonguin amb l'actual personatge de Supergirl. Molt més tard, la història es va tornar a imprimir en la seva forma original.

## Personatge original: Kara

### Debut
Després de la reacció positiva dels fans a Super-Girl, la primera versió recurrent i més familiar de Supergirl va debutar l'any 1959. Kara Zor-El va aparèixer per primera vegada a Action Comics núm. 252 publicat el 31 de març de 1959 (amb data de portada maig de 1959). La història que va presentar el personatge va ser dibuixada per Al Plastino i escrita per Otto Binder, que també havia creat Mary Marvel, la germana i sèrie derivada femenina del Captain Marvel de DC. Igual que Supergirl, Mary Marvel era una versió femenina adolescent d'un superheroi masculí adult, que portava un vestit idèntic al del personatge més gran, a part de substituir una faldilla curta per pantalons ajustats. (Binder també va crear Miss America per a Marvel Comics, una superheroina que va compartir poc més que el nom amb el seu coprotagonista en algun moment, el Capità Amèrica.)
La reacció a la primera aparició de Supergirl va ser entusiasta, amb milers de cartes positives a les oficines de DC Comics.

### Trajectòria editorial i fora dels còmics
Supergirl exerceix un paper de suport en diverses publicacions de DC Comics, com Action Comics, Superman i altres sèries de còmics no relacionades amb Superman. El 1969, les aventures de Supergirl es van convertir en el serial principal d'Adventure Comics, i més tard va protagonitzar una sèrie de còmics homònima que va debutar el 1972 i es va prolongar fins al 1974, seguida d'una segona sèrie mensual de còmics titulada The Daring New Adventures of Supergirl, que es va publicar entre 1982 i 1984.
A causa de la canviant política editorial a DC, Supergirl va ser assassinada inicialment a la sèrie limitada Crisis on Infinite Earths de 1985. Posteriorment, DC Comics va reiniciar la continuïtat de l'Univers DC, restablint el caràcter de Superman com l'únic supervivent de la destrucció de Krypton. A diferència d'altres personatges que es mostren morint a Crisis, ningú recorda la mort de Kara ni tan sols que hagi existit.
Després de la cancel·lació del tercer volum de la sèrie Supergirl, protagonitzada per la versió Matrix / Linda Danvers del personatge, una versió moderna de Kara Zor-El va ser reintroduïda en la continuïtat de DC Comics al número 8 de la sèrie de còmic Superman/Batman titulat "The Supergirl from Krypton" (febrer de 2004). Aquesta moderna Kara Zor-El apareix com a Supergirl en una sèrie de còmics del mateix nom i, a més, en un paper secundari en diverses altres publicacions de DC Comics. Amb el rellançament de DC The New 52, Kara, com la majoria de l'Univers DC, es va renovar. DC va rellançar el còmic Supergirl l'agost de 2016 com a part de la seva iniciativa DC Rebirth.
En imatge real, Supergirl va aparèixer per primera vegada a la pel·lícula Supergirl (1984), interpretada per Helen Slater. Més tard va aparèixer a la sèrie de televisió Smallville, interpretada per Laura Vandervoort, i a la sèrie de l'Arrowverse Supergirl, interpretada per Melissa Benoist tant a la sèrie com en altres sèries de l'Arrowverse. Sasha Calle va aparèixer com a Supergirl a la pel·lícula de l'Univers estès de DC Comics The Flash (2023), en la qual Slater també rep el seu paper de 1984 en un cameo. Una propera pel·lícula independent amb el personatge titulada Supergirl: Woman of Tomorrow està en desenvolupament com una entrega de la franquícia de mitjans de l'Univers DC reiniciat.

### Biografia de ficció

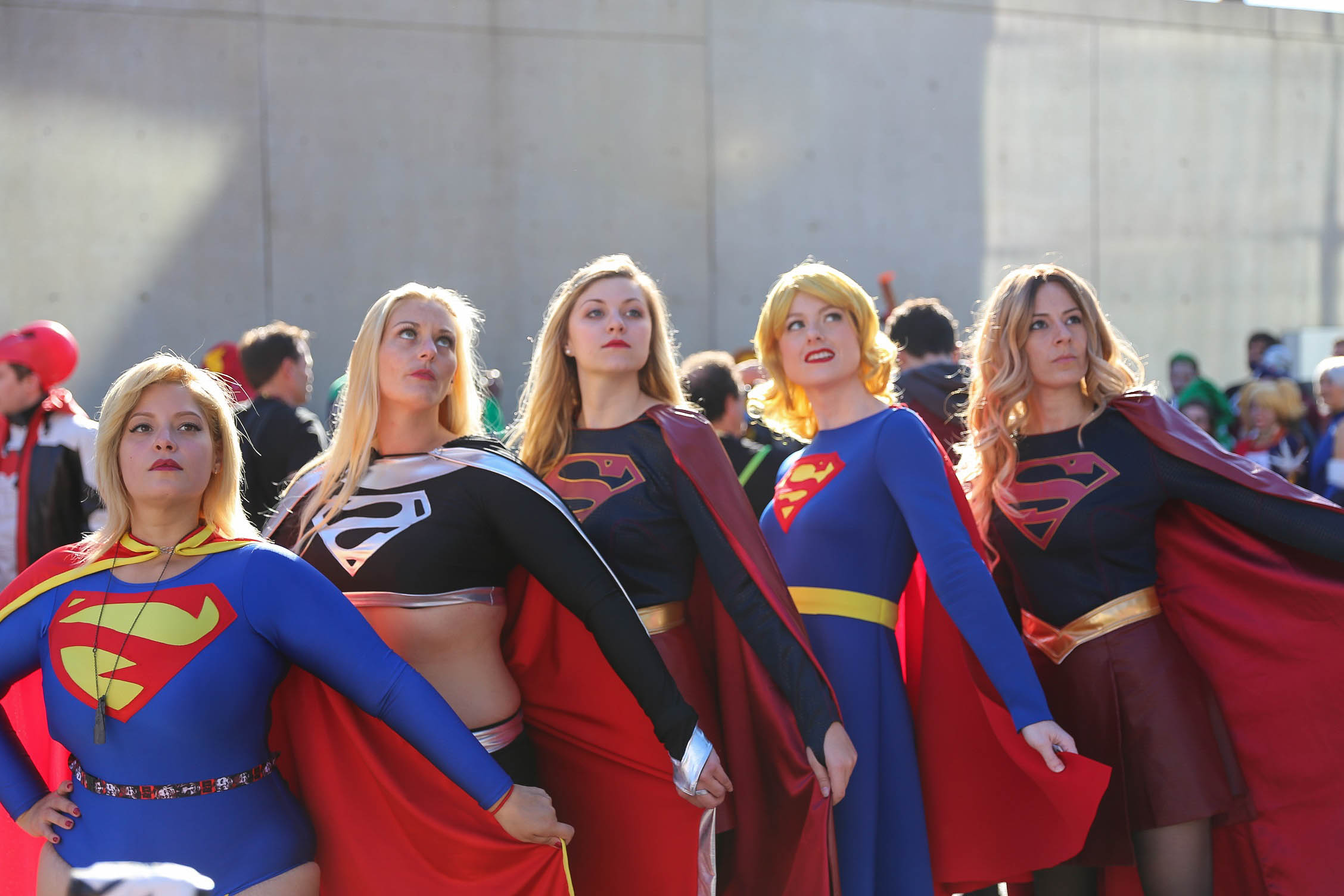
Diverses versions de Supergirl a la Comic Con de Nova York el 2016.

Kara Zor-El, més coneguda al planeta Terra com a Supergirl, va néixer al planeta Kriptó. Quan aquest va explotar la varen enviar a buscar el seu cosí Karl-El, més conegut com a Superman. Com el cosí, té habilitats com la superforça, invulnerabilitat i la capacitat de volar.
Quan va arribar a la terra va descobrir que el seu cosí era el superheroi, Superman. Imitant el seu cosí també es posa un vestit amb els mateixos colors, i la S, que és el signe de la familia "El", a la pitrera. S'uneix al seu cosí en la seva creuada.

## Versions post-Crisis
DC Editorial volia que Superman fos l'únic kryptonià supervivent després del reinici de la continuïtat de Superman posterior a Crisis on Infinite Earths de DC. Com a resultat, quan DC va reintroduir Supergirl, necessitava un origen no kryptonià. Després, DC Comics va intentar renovar el concepte de Supergirl, introduint-hi diverses Supergirls més no kryptonianes. Finalment, la regla que Superman hauria de ser l'únic supervivent kryptonià es va relaxar, permetent el retorn de Kara Zor-El com a cosina seva.

### Matrix
Després del reinici de Post-Crisi a finals de la dècada de 1980, l'origen de Supergirl es va reescriure completament i ja no era la cosina de Superman ni tan sols del planeta Krypton. A Superman (vol. 2) núm. 16 (portada d'abril de 1988), una nova Supergirl va debutar com una forma de vida artificial feta de protoplasma sintètic creat per un heroic Lex Luthor d'un "continuum de butxaca". En Lex li implanta els records de Lana Lang i ella pot canviar de forma per assemblar-se a Lana. Coneguda com a Matrix, fins i tot creu ser Lana durant un temps. Porta una versió amb minifaldilla del vestit de Superman, però no té els poders exactes de Superman. Tot i que pot volar i posseeix una superforça (com Superman), també té poders psicocinètics, de canvi de forma i d'encobriment/invisibilitat (l'últim la fa indetectable, fins i tot per a Superman).
La forma de Supergirl de Matrix s'assembla a la Supergirl pre-Crisis i nova a la Terra, Matrix comença un romanç amb Lex Luthor de l'Univers DC (conegut com a Lex Luthor II), fins que s'adona de la naturalesa dolenta de Luthor en replicar-la per a un exèrcit. Ella el deixa per trobar el seu camí al món ajudant a Superman cada cop més i fins i tot vivint a Smallville amb els Kent, que tractaven "Mae" com la seva pròpia filla. Aleshores, Supergirl va començar a servir durant un temps com a membre dels Teen Titans i heroïna central per dret propi, participant en esdeveniments com Panic in the Sky, i Death and Return of Superman.

### Matrix/Linda Danvers
A partir del setembre de 1996, DC va publicar Supergirl (vol. 4) escrit per Peter David. El còmic de 1996 Supergirl va renovar l'anterior Matrix Supergirl fusionant-la amb un ésser humà, donant lloc a una nova Supergirl. Molts elements de la Supergirl Pre-Crisi es van incorporar de noves maneres. La dona amb la qual es fusiona Matrix té el mateix nom que la identitat secreta de la Supergirl Pre-Crisi, Linda Danvers. La sèrie està ambientada a la ciutat de Leesburg, que porta el nom del cognom anterior a l'adopció de Danvers. El pare de Linda es diu Fred Danvers, el mateix que el pare adoptiu de Supergirl abans de Crisis. A més, apareixen noves versions de Dick Malverne i Comet com a part del repartiment secundari.
Quan comença la sèrie, la Matrix es sacrifica per salvar una Linda Danvers moribunda i els seus cossos, ments i ànimes es fusionen per convertir-se en un "àngel nascut a la Terra", un ésser creat quan un ésser desinteressadament es sacrifica per salvar-ne un altre que està més enllà de la salvació. Com a àngel, Supergirl perd alguns dels seus poders, però n'obté d'altres, com ara ales d'àngel ardents i una habilitat de "derivació" que li permet teletransportar-se. L'aspecte angelical de Supergirl finalment cau en desgràcia, i Linda i la Matrix es separen en dos éssers.

### Cir-El
Una Supergirl anomenada Cir-El va aparèixer al número 1 de Superman: The 10 Cent Adventure del 2003, afirmant ser la futura filla de Superman i Lois Lane. Tot i que té superforça, velocitat i oïda com Superman, només pot saltar grans distàncies. També posseeix la capacitat de disparar explosions d'energia solar vermella. El seu alter ego és una persona del carrer anomenada Mia. Més tard es descobreix que és una noia humana que va ser alterada per Brainiac a nivell genètic per semblar kryptoniana; mor frustrant una trama que involucra a Brainiac 13. Superman (vol. 2) nº 200 implica que quan la línia de temps es va reajustar, Cir- El va ser esborrada de l'existència.